# 19e Grammy Awards
De negentiende editie van de jaarlijkse uitreiking van de Grammy Awards vond plaats op 19 februari 1977 in het Hollywood Palladium in Los Angeles. De tv-uitzending werd verzorgd door de Amerikaanse omroep CBS en werd als vanouds gepresenteerd door Andy Williams. Tijdens de tv-uitzending kwamen slechts 12 categorieën aan bod; de overige Grammy's werden uitgereikt enkele uren daarvoor in een hotel in Los Angeles.

## Overzicht
De meest succesvolle artiesten van de avond waren Stevie Wonder en - enigszins verrassend - George Benson. Wonder won vier Grammy's, onder meer voor Album of the Year voor Songs in the Key of Life. Het was de derde keer dat hij deze categorie won, na Innervisions  in 1974 en Fulfillingness' First Finale in 1975. Geen enkele artiest heeft deze prestigieuze categorie zo vaak op zijn naam geschreven.
Wonder won nog drie andere Grammy's, voor beste zanger in de Pop- en R&B-categorieën, en als beste producer. Zijn carrièretotaal stond nu al op twaalf, verzameld in slechts drie jaren (in 1976 won hij geen Grammy's, omdat hij toen geen nieuwe plaat had uitgebracht). Uiteindelijk zou hij er 22 winnen; zijn (voorlopig) laatste kreeg Wonder in 2007.
Overigens was Stevie Wonder niet aanwezig om zijn Grammy's in ontvangst te nemen. Hij was op tournee in Afrika, maar zou via satelliet een optreden verzorgen vanuit Nigeria. Dat ging door technische problemen echter de mist in. De Grammy voor Album of the Year - uitgereikt door Bette Midler - werd in ontvangst genomen door Aretha Franklin.
George Benson was de andere grote winnaar, met drie Grammy's. Hij won onder meer zeer verrassend de belangrijke categorie Record of the Year met het nummer This Masquerade. Dat was verrassend, omdat het nummer geen bijster grote hit was geweest. Het was voor het eerst sinds 1967 dat een winnaar van de Record of the Year categorie niet op nummer 1 in de Amerikaanse hitlijsten had gestaan; This Masquerade had ternauwernood de top 10 gehaald. Hoewel de mate van commercieel succes formeel geen rol speelt bij de toekenning van de Grammy's, zijn winnaars van dergelijke belangrijke categorieën meestal ook grote commerciële hits geweest. Dit was zeker het geval in de jaren 60 en 70 en in dat opzicht was het succes van This Masquerade een trendbreuk.
Bensons succes werd compleet gemaakt door nog twee Grammy's, voor beste instrumentale pop-opname (voor Breezin) en beste instrumentale R&B-opname (voor Theme From Good King Bad). Bensons album Breezin'  won nog een extra Grammy voor de technicus van de plaat, Al Schmitt.
Er was een postume Grammy voor gospelzangeres Mahalia Jackson, die in 1972 was overleden. Zij won in de categorie Best Soul Gospel Performance, een categorie die was bedoeld voor gospelplaten met een duidelijke soul-invloed. De opname die nu een Grammy won dateerde van 1961.
In de klassieke categorieën waren het de oudgedienden die een prijs mee naar huis konden nemen. Sir Georg Solti won zijn tiende, en Vladimir Horowitz zijn dertiende Grammy. 

## Winnaars

### Algemeen
- Record of the Year
  - "This Masquerade" - George Benson (uitvoerende); Tommy LiPuma (producer)
- Album of the Year
  - "Songs in the Key of Life" - Stevie Wonder (uitvoerende & producer)
- Song of the Year
  - "I Write The Songs" - Bruce Johnson (componist) (uitvoerende: Barry Manilow)
- Best New Artist
  - Starland Vocal Band

### Pop
- Best Pop Vocal Performance (zangeres)
  - "Hasten Down The Wind" - Linda Ronstadt
- Best Pop Vocal Performance (zanger)
  - "Songs in the Key of Life" - Stevie Wonder
- Best Pop Vocal Performance (duo/groep)
  - "If You Leave Me Now" - Chicago
- Best Pop Instrumental Performance
  - "Breezin'" - George Benson

### Country
- Best Country Vocal Performance (zangeres)
  - "Elite Hotel" - Emmylou Harris
- Best Country Vocal Performance (zanger)
  - "(I'm A) Stand by My Woman Man" - Ronnie Milsap
- Best Country Vocal Performance (duo/groep)
  - "The End Is Not In Sight (The Cowboy Tune)" - The Amazing Rhythm Aces
- Best Country Instrumental Performance
  - "Chester & Lester" - Chet Atkins & Les Paul
- Best Country Song
  - "Broken Lady" - Larry Gatlin (componist)

### R&B
- Best R&B Vocal Performance (zangeres)
  - "Sophisticated Lady (She's A Different Lady)" - Natalie Cole
- Best R&B Vocal Performance (zanger)
  - "I Wish" - Stevie Wonder
- Best R&B Vocal Performance (duo/groep)
  - "You Don't Have To Be A Star (To Be In My Show)" - Marilyn McCoo & Billy Davis Jr.
- Best R&B Instrumental Performance
  - "Theme From Good King Bad" - George Benson
- Best R&B Song 
  - "Lowdown" - Boz Scaggs & David Paich, componisten (uitvoerende: Boz Scaggs)

### Folk
- Best Ethnic or Traditional Recording
  - "Mark Twang" - John Hartford

### Gospel
- Best Gospel Performance
  - "Where The Soul Never Dies" - The Oak Ridge Boys
- Best Soul Gospel Performance
  - "How I Got Over" - Mahalia Jackson
- Best Inspirational Performance (beste religieuze opname)
  - "The Astonishing, Outrageous, Amazing, Incredible, Unbelievable, Different World of Gary S. Paxton" - Gary S. Paxton

### Jazz
- Best Instrumental Jazz Performance (solist)
  - "Basie and Zoot" - Count Basie
- Best Jazz Performance (groep)
  - "The Leprechaun" - Chick Corea
- Best Jazz Performance (big band)
  - "The Ellington Suites" - Duke Ellington
- Best Jazz Vocal Performance (zanger[es])
  - "Fitzgerald and Pass...Again" - Ella Fitzgerald

### Latin
- Best Latin Recording
  - "Unfinished Masterpiece" - Eddie Palmieri

### Klassieke muziek
Vetgedrukte namen ontvingen een Grammy. Overige uitvoerenden, zoals orkesten, solisten e.d., die niet in aanmerking kwamen voor een Grammy, staan in kleine letters vermeld.
- Best Classical Orchestral Performance (orkest)
  - "Strauss: Also Sprach Zarathustra" - Georg Solti (dirigent), Ray Minshull (producer)
  - Chicago Symphony Orchestra, orkest
- Best Classical Performance (solozanger[es])
  - "Herbert: The Music of Victor Herbert" - Beverly Sills
- Best Classical Performance (instrumentalist met orkestbegeleiding)
  - "Beethoven: The Five Piano Concertos" - Arthur Rubinstein (solist)
  - London Philharmonic Orchestra o.l.v. Daniel Barenboim
- Best Opera Recording
  - "Gershwin: Porgy and Bess" - Lorin Maazel (dirigent); Michael Woolcock (producer)
  - Leona Mitchell & Willard White (solisten); Cleveland Orchestra (orkest)
- Best Choral Performance (koor)
  - "Rachmaninoff: The Bells" - André Previn (dirigent); Arthur Oldman (koordirigent)
  - London Symphony Orchestra & Chorus (koor en orkest)
- Best Classical Performance (instrumentale solist[e] zonder orkestbegeleiding)
  - "Horowitz Concerts 1975/76" - Vladimir Horowitz
- Best Chamber Music Performance (kamermuziek)
  - "The Art of Courtly Love" - David Munrow (dirigent)
  - Early Music Consort of London (ensemble)
- Best Classical Album
  - "Beethoven: The Five Piano Concertos" - Arthur Rubinstein (solist); Daniel Barenboim (dirigent); Max Wilcox (producer)
  - London Philharmonic Orchestra (orkest)

### Comedy
- Best Comedy Recording
  - "Bicentennial Nigger" - Richard Pryor

### Composing & Arranging (Compositie & arrangementen)
- Best Instrumental Composition
  - Chuck Mangione (componist) voor "Bellavia"
- Best Original Score for a Motion Picture or TV Special (Beste muziek voor een tv- of filmsoundtrack)
  - Norman Whitfield (componist) voor "Car Wash"
- Best Instrumental Arrangement
  - Chick Corea (arrangeur) voor "Leprechaun's Dream"
- Best Arrangement Accompanying Vocalist(s) (Beste arrangement met zang)
  - James William Guercio & Jimmie Haskell (arrangeurs) voor "If You Leave Me Now" (uitvoerenden: Chicago)
- Best Arrangement for Voices (duo/groep/koor)
  - Starland Vocal Band (arrangeurs) voor "Afternoon Delight" (uitvoerenden: Starland Vocal Band)

### Kinderrepertoire
- Best Recording for Children
  - "Peter and the Wolf / The Carnival of the Animals" - Hermione Gingold & Karl Böhm (dirigent)

### Musical
- Best Cast Show Album
  - "Bubbling Brown Sugar" - Hugo Peretti & Luigi Creatore (componisten)

### Hoezen
- Best Album Package
  - John Berg (ontwerper) voor "Chicago X" (uitvoerenden: Chicago)
- Best Album Notes (Beste hoestekst)
  - Dan Morgenstern (schrijver) voor "The Changing Face of Harlem - The Savoy Sessions" (diverse uitvoerenden)

### Production & Engineering (Productie & techniek)
- Best Engineered Recording, Non-Classical (Beste techniek op niet-klassiek album)
  - Al Schmitt (technicus) voor "Breezin'" (uitvoerende: George Benson
- Best Engineered Recording, Classical (Beste techniek op klassiek album)
  - Edward "Bud" T. Graham, Milton Cherin & Ray Moore (technici) voor "Gershwin: Rhapsody in Blue" (uitvoerenden: The Columbia Jazz Band o.l.v. Michael Tilson Thomas)
- Producer of the Year
  - Stevie Wonder

### Gesproken Woord
- Best Spoken Word Recording
  - "Great American Documents" - Helen Hayes, Henry Fonda, James Earl Jones & Orson Welles